# HC Krylja Sovetov Moskou
HC Krylja Sovetov Moskou (Russisch: ХК Крылья Советов Москва), is een Russische ijshockeyclub die speelt in de Junior Hockey League (JHL). De ploeg werd opgericht in 1947. Krylja Sovetov speelt zijn thuiswedstrijden in het Universeel Sportpaleis Krylja Sovetov in Moskou. De naam Krylja Sovetov betekent Vleugels van de Sovjets.
De eigenaar van HC Krylja Sovetov Moskou is Rostec.

## Erelijst
Sovjetkampioenschappen (2): 1957, 1974
Sovjet Cup (3): 1951, 1974, 1989
IIHF Europa Cup (1): 1975
Spengler Cup (1): 1979
Ahearne Cup (2): 1961, 1968

## Voormalige clubnamen
- Krylja Sovetov Moskou (1947-1953)
- Zenit Moskou (1953-1954)
- Krylja Sovetov Moskou (1954-1999)
- Krylja Sovetov-VILS Moskou (1999-2000)
- Krylja Sovetov Moskou (2000-heden)

## Spelers
- - Anatoli Ionov (1957-1959)
- - Edoeard Ivanov (1957-1962)
- - Aleksej Goerysjev (1947-1961)
- - Alfred Koetsjevski (1949-1961)
- - Joeri Lebedev (1971-1982), (1983-1985)
- - Vladimir Petrov (1965-1967)
- - Aleksandr Pasjkov (1963-1967), (1980-1982)
- - Aleksandr Sidelnikov (1967-1984)
- - Sergej Prjachin (1979-1989)
- - Joeri Chmyljov (1981-1992)

## Wedstrijden tegen NHL teams
| Datum             | Plaats                               | Thuis                 | Uitslag | Uit                   |
| ----------------- | ------------------------------------ | --------------------- | ------- | --------------------- |
| 29 december 1975  | Mellon Arena, Pittsburgh             | Pittsburgh Penguins   | 4 – 7   | Krylja Sovetov Moskou |
| 4 januari 1976    | Buffalo Memorial Auditorium, Buffalo | Buffalo Sabres        | 12 – 6  | Krylja Sovetov Moskou |
| 7 januari 1976    | Chicago Stadium, Chicago             | Chicago Blackhawks    | 2 – 4   | Krylja Sovetov Moskou |
| 10 januari 1976   | Nassau Coliseum, Uniondale           | New York Islanders    | 1 – 2   | Krylja Sovetov Moskou |
| 31 december 1978  | Met Center, Minneapolis              | Minnesota North Stars | 5 – 8   | Krylja Sovetov Moskou |
| 2 januari 1979    | Spectrum, Philadelphia               | Philadelphia Flyers   | 4 – 4   | Krylja Sovetov Moskou |
| 4 januari 1979    | Joe Louis Arena, Detroit             | Detroit Red Wings     | 5 – 4   | Krylja Sovetov Moskou |
| 9 januari 1979    | Boston Garden, Boston                | Boston Bruins         | 1 – 4   | Krylja Sovetov Moskou |
| 18 september 1989 | Olympisch Stadion Loezjniki, Moskou  | Krylja Sovetov Moskou | 2 – 3   | Calgary Flames        |
| 26 december 1989  | Nassau Coliseum, Uniondale           | New York Islanders    | 5 – 4   | Krylja Sovetov Moskou |
| 27 december 1989  | Hartford Civic Center, Hartford      | Hartford Whalers      | 4 – 3   | Krylja Sovetov Moskou |
| 31 december 1989  | Colisée de Québec, Quebec            | Québec Nordiques      | 4 – 4   | Krylja Sovetov Moskou |
| 1 januari 1990    | Madison Square Garden, New York      | New York Rangers      | 1 – 3   | Krylja Sovetov Moskou |
| 3 januari 1990    | Forum, Montreal                      | Montreal Canadiens    | 2 – 1   | Krylja Sovetov Moskou |
| 15 september 1990 | Olympisch Stadion Loezjniki, Moskou  | Krylja Sovetov Moskou | 3 – 2   | Montreal Canadiens    |